# Ivančice (nádraží)
Ivančice jsou železniční stanice v jižní části města Ivančice v okrese Brno-venkov v Jihomoravském kraji, při řece Oslavě. Leží na neelektrizované jednokolejné trati Moravské Bránice – Oslavany. Ve městě se dále nacházejí železniční zastávky Ivančice město a Ivančice letovisko.

## Historie
Stanici otevřela 14. července 1912 společnost Místní dráha Kounice-Ivančice – Oslavany na trati z Moravských Bránic do Oslavan. Moravskými Bránicemi od 15. září 1870 procházela trať Rakouské společnosti státní dráhy (StEG) z Brna přes Střelice do Vídně přes Hevlín a rakouské město Laa an der Thaya. Budova ivančického nádraží vznikla dle typizovaného stavebního vzoru.

## Popis
Nachází se zde dvě nekrytá úrovňová nástupiště, pro příchod k vlakům slouží přechody přes koleje. Do stanice je napojena jedna vlečka. V roce 2019 byla dokončena rekonstrukce stanice.[zdroj?]